# Mięsień PH9
Mięsień PH9, mięsień 145 – mięsień występujący w prosomie skorpionów.
Jeden z mięśni gardzielowych (ang. pharyngeal muscles). Ma on postać cienkiego poprzecznego arkusza. Bierze swój początek na przedniej krawędzi endosternitu. Ciągnie się przednio do przednio-środkowo wzdłuż brzusznej powierzchni prosomalnej części jelita środkowego. Kończy się przyczepiając do tylnego końca "gardzieli postcerberalnej" (ang. postcerebral pharynx).